# Acacia roigii
Acacia roigii är en ärtväxtart som beskrevs av Leon. Acacia roigii ingår i släktet akacior, och familjen ärtväxter. IUCN kategoriserar arten globalt som akut hotad. Inga underarter finns listade i Catalogue of Life.